# Yotam Halperin
Yotam Halperin (in ebraico יותם הלפרין‎?; Tel Aviv, 24 gennaio 1984) è un dirigente sportivo, allenatore di pallacanestro ed ex cestista israeliano, di ruolo guardia.

## Carriera
Halperin ha giocato nelle squadre giovanili del Maccabi Tel Aviv dall'età di otto anni. Nell'adolescenza gioca nella prima squadra dei gialli, accanto a talenti del calibro di Arriel McDonald, Anthony Parker e Derrick Sharp. Nel 2005 approda all'Union Olimpija, in Slovenia, con il quale vince la Coppa e il Campionato sloveno.
Nel draft NBA del 2006 è stato selezionato come numero 23 del secondo giro di scelte dai Seattle SuperSonics, ma ha deciso di rimanere al Maccabi Tel Aviv. Nell'estate 2008 ha lasciato Israele per trasferirsi in Grecia e giocare nelle file dell'Olympiakos.

## Statistiche

### Eurolega
| Anno       | Squadra          | PG  | PT | MP   | TC%  | 3P%  | TL%  | RP  | AP  | PRP | SP  | PP   |
| ---------- | ---------------- | --- | -- | ---- | ---- | ---- | ---- | --- | --- | --- | --- | ---- |
| 2001-2002  | Maccabi Tel Aviv | 3   | 1  | 2,0  | 0,0  | 0,0  | -    | 0,0 | 0,0 | 0,0 | 0,0 | 0,0  |
| 2002-2003  | Maccabi Tel Aviv | 8   | 0  | 4,1  | 100  | 100  | 50,0 | 0,2 | 0,1 | 0,1 | 0,0 | 1,0  |
| 2003-2004† | Maccabi Tel Aviv | 17  | 0  | 6,4  | 40,0 | 27,3 | 85,7 | 1,1 | 0,8 | 0,5 | 0,0 | 2,1  |
| 2004-2005† | Maccabi Tel Aviv | 15  | 1  | 10,1 | 42,4 | 42,9 | 63,6 | 1,1 | 0,7 | 0,5 | 0,1 | 2,7  |
| 2005-2006  | Olimpija Lubiana | 14  | 11 | 36,1 | 46,3 | 37,3 | 90,0 | 3,1 | 3,6 | 2,2 | 0,1 | 13,9 |
| 2006-2007  | Maccabi Tel Aviv | 19  | 13 | 24,7 | 37,2 | 34,8 | 85,2 | 2,1 | 2,0 | 1,1 | 0,1 | 6,5  |
| 2007-2008  | Maccabi Tel Aviv | 25  | 23 | 28,1 | 53,7 | 44,4 | 87,3 | 2,1 | 4,0 | 1,0 | 0,1 | 10,2 |
| 2008-2009  | Olympiakos       | 22  | 15 | 21,9 | 53,9 | 45,8 | 79,5 | 1,6 | 1,5 | 1,0 | 0,1 | 7,4  |
| 2009-2010  | Olympiakos       | 21  | 11 | 13,9 | 60,9 | 51,9 | 95,7 | 0,9 | 1,0 | 0,6 | 0,1 | 5,4  |
| 2010-2011  | Olympiakos       | 13  | 3  | 14,4 | 54,8 | 45,0 | 75,0 | 1,9 | 1,3 | 0,9 | 0,2 | 4,5  |
| Carriera   | Carriera         | 157 | 78 | 18,7 | 49,2 | 41,8 | 85,1 | 1,6 | 1,8 | 0,9 | 0,1 | 6,3  |

## Palmarès

### Squadra
- Campionato israeliano: 7

Maccabi Tel Aviv: 2001-02, 2002-03, 2003-04, 2004-05, 2006-07
Hapoel Gerusalemme: 2014-15, 2016-17
- Coppa di Israele: 4

Maccabi Tel Aviv: 2001-02, 2002-03, 2003-04, 2004-05
- Coppa di Lega israeliana: 3

Maccabi Tel Aviv: 2007
Hap. Gerusalemme: 2014, 2016
- Coppa di Slovenia: 1

Union Olimpija: 2006
- Coppa di Grecia: 2

Olympiakos: 2009-10, 2010-11
- Eurolega: 2

Maccabi Tel Aviv: 2003-04, 2004-05
- Supercoppa slovena: 1

Union Olimpija: 2005

### Individuale
- All-Euroleague Second Team: 1

Maccabi Tel Aviv: 2007-08
- All-Eurocup Second Team: 2

Spartak San Pietroburgo: 2011-12
Hapoel Gerusalemme: 2013-14
- MVP Coppa di Lega israeliana: 1

Hapoel Gerusalemme: 2014